# Bill Hughes (Musiker)
William Henry „Bill“ Hughes (* 28. März 1930 in Dallas; † 14. Januar 2018 in Castleton Corners, Staten Island) war ein US-amerikanischer Jazzposaunist, der lange Jahre Mitglied des Count Basie Orchestra war und dieses auch zwischen 2003 und 2010 leitete.

## Leben und Wirken
Hughes wuchs in Dallas und Washington, D.C. auf; zur Musik kam er durch seinen Vater Joseph, der Posaune spielte. In der Highschool spielte er das Instrument in der Schulband, außerdem trat er im lokalen Elks Club mit seinem Vater auf. Er studierte Pharmazie an der Howard University, als die Möglichkeit bekam, ab 1953 im Orchester von Count Basie in New York zu spielen. Zwischen 1957 und 1963 verließ er die Band, um sich besser um seine Familie sorgen zu können; in dieser Zeit arbeitet er hauptberuflich bei der Post, trat aber gelegentlich weiter auf. 1963 kehrte er zurück und ersetzte Benny Powell. Hughes war auch an den Auftritten und Aufnahmen der Band mit Tony Bennett, Rosemary Clooney, Billie Holiday, Nat King Cole, Sammy Davis Jr., Billy Eckstine, Frank Sinatra, Sarah Vaughan, Kay Starr, Ella Fitzgerald und Joe Williams beteiligt. Nach Basies Tod gehörte er auch der Ghost Band an, die unter der Leitung von Frank Foster war; Hughes selbst leitete die Band zwischen 2003 und 2010. Im selben Jahr setzte er sich zur Ruhe. Im Bereich des Jazz war er zwischen 1954 und 2004 an 195 Aufnahmesessions beteiligt, außerdem mit Osie Johnson, Frank Wess, Tony Scott, Al Grey, Grover Mitchell und Manhattan Transfer.